# Distrito de Áhuac

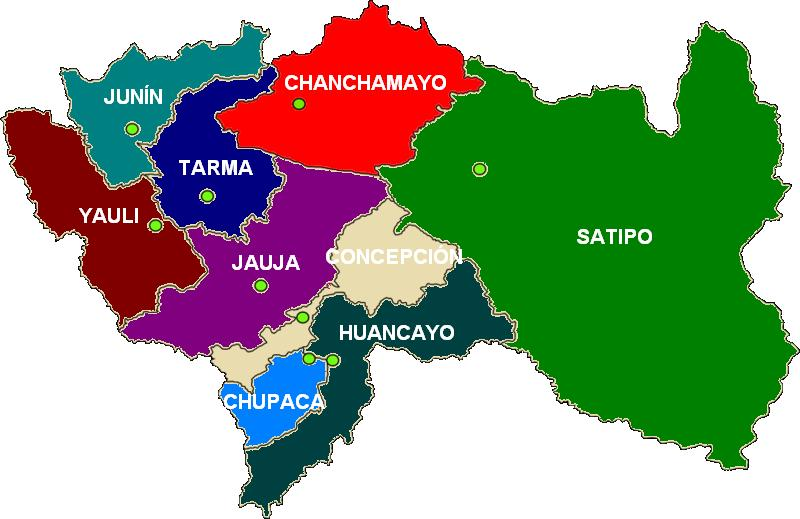
Provincia del Departamento de Junín

El  distrito de Áhuac es una de los nueve que conforman la provincia de Chupaca, en el departamento de Junín en el centro del Perú. 
Desde el punto de vista jerárquico de la Iglesia Católica, pertenece a la Arquidiócesis de Huancayo

## Historia
El distrito fue creado mediante Ley del 14 de noviembre de 1905, en el gobierno del Presidente José Pardo y Barreda.

## Geografía
El distrito de Áhuac abarca una superficie de 72,04 km², está ubicado a 3275 m s. n. m.;  a 290 km de la capital del Perú, Lima, y a 16 km de la provincia de Huancayo.
Posee clima templado seco.

## Economía
El distrito está integrado por comunidades campesinas como:
Ninanya: donde se crían animales como toros, carneros, etc. Es una comunidad campesina que fue castigada por el terrorismo.
Ñahuinpuquio: comunidad en la existe una laguna (la laguna Ñahuimpuquio) con la peculiar forma del mapa de Sud América y que según los lugareños posee encantos mitológicos.
Huarisca: Un hermoso valle regado por el río cunas, por la que también pasa la carretera alterna que une Huancayo, Chupaca, Yauyos, Cañete y Lima 
Antuyo: Progresista y pujante comunidad dedicada a la labor agropecuaria, destacada por ser un mirador natural. 
Santa Rosa: es un pequeño barrio de Ninanya, con el tiempo llegará a ser anexo. 
Estas comunidades campesinas surgieron por su propio esfuerzo obteniendo agua, luz, carretera, etc.
Asimismo está conformado por barrios, cuyas características y denominaciones aún se conservan, Anta, Aco, Tacana, San Juan Pampa, Iullaca, Alanya huata, etc.

## Autoridades

### Municipales
- 2019 - 2022
  - Alcalde: Ciro Samaniego Rojas, Partido Perú Libre (PL).

### Religiones
- Arquidiócesis de Huancayo[2]
  - Arzobispo de Huancayo: Mons. Pedro Barreto Jimeno, SJ.
- Parroquia de San Sebastián[3]
  - Párroco: Preb. .

## Festividades
- Febrero:  Fiesta patronal de San Sebastián.

```
           Yamishada-San Pedro y San Pablo.
```

- Septiembre: Fiesta de Virgen de Cocharcas-Morenada

## Atractivos turísticos
Destacan:
- Las ruinas de Santa Rosa
- Las ruinas del Arhuaturo
- La laguna de Ñahuinpuquio
- La hidroeléctrica de Huarisca
- Mirador de Ninaya
- Mirador de Antuyo
- Mirador de Alanya

El punto más importante de Áhuac es la laguna de Ñahuinpuquio con criadero de truchas y paseo en botes. Se ha convertido en un atractivo destino turístico.